# Station Chrusty Nowe
Station Chrusty Nowe is een spoorwegstation in de Poolse plaats Nowe Chrusty.